# 에스티 로더
에스티 로더(Estée Lauder Companies)는 미국의 피부 관리, 메이크업, 향수, 모발 관리 제품을 생산하는 기업이다. 에스티 로더 산하에 다양한 기업이 있으며, 전 세계 백화점의 고급 코너에 제품들을 유통한다. 본사는 미국 뉴욕 미드타운 맨해튼에 위치한다.

## 산하 브랜드
| 화장품 - 에어린 (AERIN) - 보비 브라운 - 바이 킬리안 (By Kilian) - 크리니크 - 달팡 (Darphin) - 에스티 로더 - 프레데릭 말 (Frederic Malle) - 글램글로우 (GLAMGLOW) - 라 메르 (La Mer) - 랩 시리즈 (Lab Series) - M∙A∙C - 오리진스 (Origins) - 오샤오 (Osiao) - 프리스크립티브스 (Prescriptives) - 스매시박스 (Smashbox) | 향수 - 아라미스 (Aramis) - 에르메네질도 제냐 - 조 말론 런던 (Jo Malone London) - 키톤 (Kiton) - 르 라보 (Le Labo) - 마이클 코어스 (Michael Kors) - 로딘 올리오 루스 (RODIN olio lusso) - 타미 힐피거 - 톰 포드 - 토리 버치 - 프레데릭 말 | 헤어 - 아베다 (Aveda) - 범블 앤 범블 (Bumble and bumble) - 오존 (Ojon) |